# Lochmaeocles vestitus
Lochmaeocles vestitus là một loài bọ cánh cứng trong họ Cerambycidae.